# 4597 Consolmagno
4597 Consolmagno (1983 UA1) là một tiểu hành tinh vành đai chính được phát hiện ngày 30 tháng 10 năm 1983 bởi Schelte J. Bus ở Palomar.